# Saint-Amans-des-Cots
Saint-Amans-des-Cots (okzitanisch: Sant Amanç) ist ein Ort und eine südfranzösische Gemeinde mit 732 Einwohnern (Stand: 1. Januar 2022) im Département Aveyron in der Region Okzitanien. Sie gehört zum Arrondissement Rodez und zum Kanton Aubrac et Carladez. Die Einwohner werden Viadénois genannt.

## Lage
Saint-Amans-des-Cots liegt etwa 57 Kilometer nordnordöstlich von Rodez. Das Gemeindegebiet gehört zum Regionalen Naturpark Aubrac. Umgeben wird Saint-Amans-des-Cots von den Nachbargemeinden Montézic im Nordwesten und Norden, Saint-Symphorien-de-Thénières im Nordosten, Huparlac im Nordosten und Osten, Soulages-Bonneval im Osten, Montpeyroux im Südosten und Süden, Florentin-la-Capelle im Süden sowie Campouriez im Westen.

## Bevölkerungsentwicklung
| Jahr                       | 1962 | 1968 | 1975 | 1982 | 1990 | 1999 | 2006 | 2019 |
| Einwohner                  | 1102 | 1020 | 931  | 992  | 859  | 771  | 772  | 749  |
| Quellen: Cassini und INSEE |      |      |      |      |      |      |      |      |

## Sehenswürdigkeiten
- Kirche Saint-Amans aus dem 15./16. Jahrhundert
- Schloss Le Batut aus dem 18. Jahrhundert

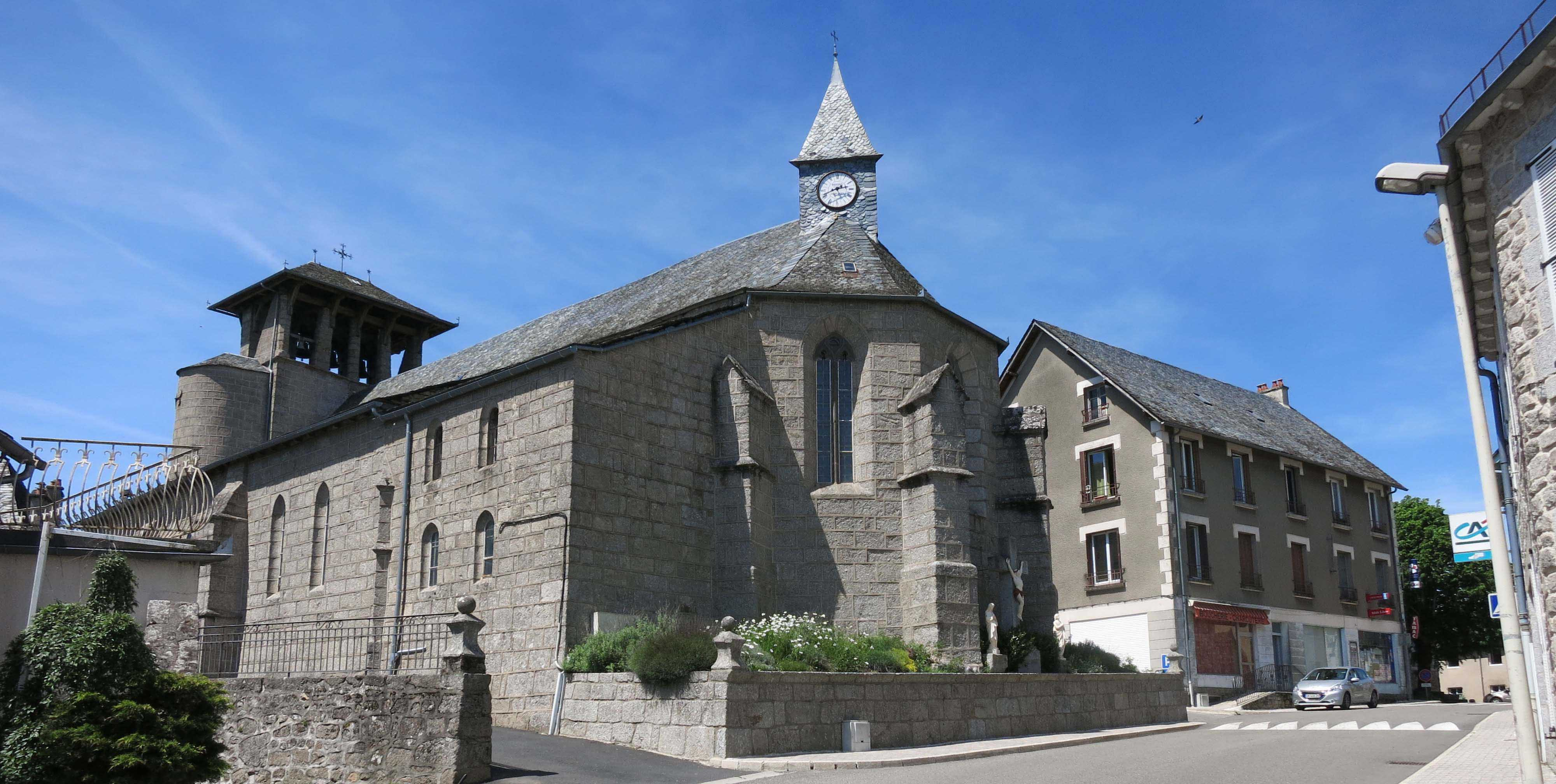
Kirche

- romanische Kirche von Saint-Juéry
- Kirche von Toulouch